# Verhnea Saharivka, Burîn
Verhnea Saharivka (în ucraineană Верхня Сагарівка) este o comună în raionul Burîn, regiunea Sumî, Ucraina, formată numai din satul de reședință.

## Demografie
Componența lingvistică a comunei Verhnea Saharivka
     Ucraineană (98,67%)
     Rusă (1,33%)
Conform recensământului din 2001, majoritatea populației comunei Verhnea Saharivka era vorbitoare de ucraineană (98,67%), existând în minoritate și vorbitori de rusă (1,33%).